# Lewisport
La ville de Lewisport est située dans le comté de Martin, dans l’État du Kentucky, aux États-Unis. Elle comptait 1 670 habitants lors du recensement de 2010.

## Histoire
La ville s’est d’abord appelée Little Yellow Banks avant de prendre son nom actuel en 1839.